# Bezzia jubata
Bezzia jubata är en tvåvingeart som beskrevs av Gustavo R. Spinelli och Wirth 1990. Bezzia jubata ingår i släktet Bezzia och familjen svidknott.
Artens utbredningsområde är Colombia. Inga underarter finns listade i Catalogue of Life.